# Pommern (voilier)
Pour les articles homonymes, voir Pommern.

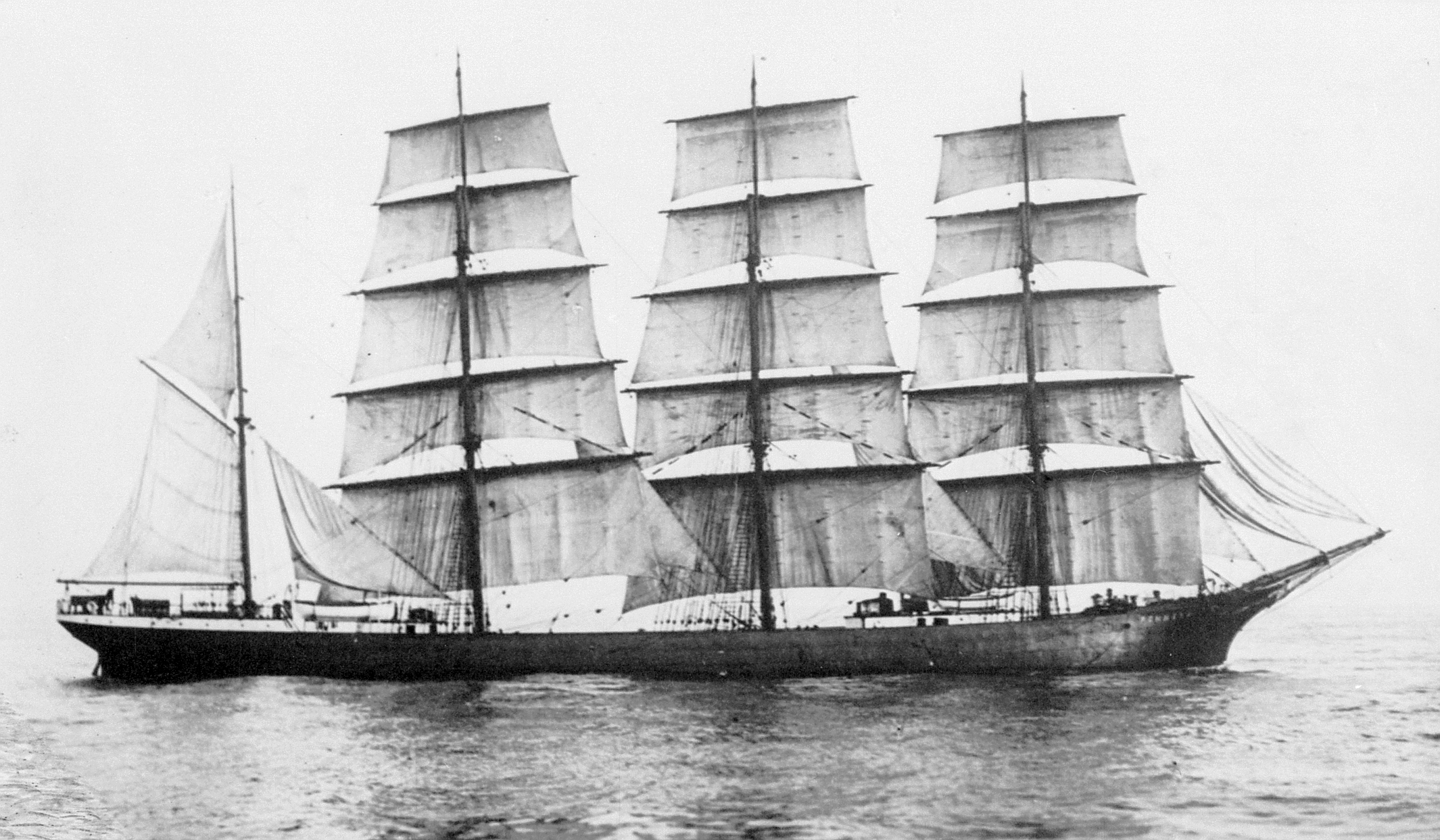
Le Pommern sous voiles en 1903.

Le Pommern, littéralement « Poméranie » (autre nom : Mneme - 1903-1908)[réf. nécessaire], est un long-courrier.
C'est un quatre-mâts barque construit en 1903 à Glasgow dans les chantiers J. Reid & Co[réf. souhaitée].

## Histoire
Il est un des Flying P-Liners, les fameux[En quoi ?] voiliers de la compagnie de transport maritime allemande F. Laeisz[réf. nécessaire].
Construit en 1903 en Écosse, il est acheté par un armateur ålandais en 1923. 
Durant son service commercial, il est utilisé pour transporter du bois de Scandinavie, du nitrate du Chili, et du blé d'Australie, ceci jusqu'en 1939.
Le Pommern devient  un bateau musée en 1952, ancré à Mariehamn en Finlande (Åland). Il est le seul vraquier quatre-mâts encore existant encore dans son état d'origine.

## Détails techniques
- Structure : acier
- Longueur : 95 m
- Largeur : 13 m
- Tirant d'eau : 7,5 m
- Jauge nette : 2 114 tonnes
- Cargo : 4 050 tonnes
- Longueur du mât principal : 50 m
- Surface totale de la voilure : 3 240 m2
- Surface des voiles carrées : 2 450 m2
- Équipage : 26